# Almnäs garnison
Almnäs garnison var en garnison belägen i Almnäs, Södertälje kommun. Garnisonen stod färdig 1969 och präglades av militär verksamhet fram till 2004. Kvar finns idag ett stort antal militära byggnader som delvis nyttjas av privata aktörer.

## Historik
Under 1960-talet beslutades att ett antal regementen i Stockholm skulle utlokaliseras från Stockholm, vilket gav upphov till den så kallade Stockholmskarusellen. Bland annat beslutades att ingenjörförbanden i Frösunda i Solna (Svea ingenjörregemente (Ing 1), Arméns fältarbetsskola och Ingenjörstruppernas kadettskola) skulle omlokaliseras till Södertälje. Ett helt nytt kasernetablissemang uppfördes i Almnäs och stod färdigt i slutet av 1969 varefter verksamheten från Frösunda successivt överfördes där regementsledningen flyttade hit 6 april 1970.
Totalt hade ett 100-tal byggnader uppförts i Almnäs, området präglas av kanslihuset, de fem kasernerna, exercishusen och matsalen som ligger på ett gammalt och traditionellt sätt kring en rektangulär kaserngård. Hela området har en stark prägel av hård planering och funktionalism, vilket var ett rådande ideal i samband med miljonprogrammet.
Den militära verksamheten i Almnäs expanderade 1984, då försvaret samlade all svensk FN-utbildning till Almnäs under namnet Försvaret FN-skola (FNS). 
I samband med försvarsutredning 1988 beslutades bland annat att försvaret skulle lämna Almnäs under 1992 och att området skulle övertas av FOA. Ingenjörtrupperna skulle omlokaliseras och inordnas i Södermanlands regemente (P 10) i Strängnäs garnison och att skolverksamheten skulle omlokaliseras till Eksjö garnison. Försvarets FN-skola skulle omlokaliseras till Kungsängen och tillsammans med arméstabens FN-avdelning bilda ett FN-center.
Bortsett från skolverksamheten, som omlokaliserades 1991 till Eksjö, kom varken FOA eller de övriga förbanden i Almnäs att påverkas av detta beslut avseende omlokalisering, detta fast tillbyggnader för en ingenjörbataljon gjorts inom Strängnäs garnison och frågan om omlokalisering till Strängnäs återigen aktualiserades inför försvarsbeslutet 1992.
Bakgrunden till att Södertälje inte lämnades var till stor del att Ny demokrati, som under åren 1991–1994 var vågmästare i riksdagen, ställde som villkor att verksamheten i Södertälje skulle lämnas oförändrad för att stödja regeringens propositionen för 1992 års försvarsbeslut. I det efterföljande försvarsbeslutet 1996 beslutades det ändå att ingenjörtrupperna skulle reduceras. Med det kom ingenjörtrupperna i Södertälje att avvecklas den 31 december 1997. 
Kvar i Almnäs blev Försvarsmaktens internationella centrum (Swedint) och Försvarsmaktens högvaktsstyrka som använde Almnäs som förläggnings- och rustningsplats inför rotering av utlandsmissioner och högvaktsavlösning. Den 31 december 2003 upplöstes och avvecklades Försvarsmaktens centrum för internationell verksamhet (Swedint) som självständig organisationsenhet och kom istället att från och med den 1 januari 2004 organisatoriskt ingå i Livgardet i Kungsängens garnison. Avvecklingen av Almnäs garnison, det vill säga Swedints lokaliseringsort, skulle avslutas senast den 31 december 2004. Kvar i Almnäs blev en avvecklingsorganisation som skulle vara avvecklad senast till den 31 december 2004, dock kom den att upplösas redan 31 mars 2004, då avvecklingen ansågs slutförd. Det närbelägna Almnäs övnings- och skjutfält kom dock inte att lämnas förrän den 31 december 2005.

## Förband i Almnäs
| Förbandskod | Förbandsnamn                                          | Aktivt    | Kommentar                                                |
| ----------- | ----------------------------------------------------- | --------- | -------------------------------------------------------- |
| Ing 1       | Svea ingenjörregemente                                | 1969–1994 | 1994 omorganiserad till kår.                             |
| Ing 1       | Svea ingenjörkår                                      | 1994–1997 | Avvecklad genom försvarsbeslutet 1996                    |
| IngKAS      | Ingenjörstruppernas kadettskola                       | 1970–1981 | Uppgick 1981 i FältarbS                                  |
| FältarbS    | Arméns fältarbetsskola                                | 1970–1991 | Uppgick 1991 i Arméns fältarbetscentrum (FarbC) i Eksjö. |
| FNS         | Försvarets FN-skola                                   | 1984–1993 | Omorganiserades 1993 till Swedint.                       |
| Swedint     | Försvarets internationella centrum                    | 1993–1997 |                                                          |
| Swedint     | Försvarets internationella kommando                   | 1997–2000 |                                                          |
| Swedint     | Försvarsmaktens centrum för internationell verksamhet | 2000–2003 | Omlokaliserades 2004 till Kungsängens garnison           |

## Efter militären
Fortifikationsverket sålde garnisonsområdet till Vasallen, som tillträdde som ny ägare den 1 juli 2002. Vasallen kom till en början att hyra ut området till Försvarsmakten fram till den 31 mars 2004. Efter att Försvarsmakten lämnade Almnäs utvecklades det forna regementsområdet till en företagsby. I januari 2012 sålde Vasallen det vidare till Peab. Den 21 maj 2012, drygt en vecka innan tillträdet den 1 juni 2012, eldhärjades tredje kasernen. Branden startade i samband med en tätning av taket och ledde till att Polisen startade en utredning om allmänfarlig vårdslöshet. Våren 2017 invigdes First Hotel Almnäs Park, vilket övertog det före detta befälshotellet Almnäs Hotell.

## Framtidsplaner
I samband med att Peab tillträdde som ägare över fastigheten, Almnäs 5:2, presenterades en planläggning om att skapa ett modernt logistiskt nav på området då Almnäs ligger i direkt anslutning till europavägen E20 och indirekt till E4 och att ett stickspår till Svealandsbanan passerar området. Byggstarten för trafikplats Almnäs påbörjades i september 2013 och trafikplatsen invigdes den 6 oktober 2014. Detta möjliggör en expansion för företagsetableringar och bostadsbyggande inom området.

## Minnesstenar och minnesmärken
| Bild | Minnessten       | Koordinater                                     | Kort beskrivning                       |
| ---- | ---------------- | ----------------------------------------------- | -------------------------------------- |
|      | Svea ingenjörkår | 59°10′17″N 17°31′34″Ö / 59.171274°N 17.526176°Ö | Minnessten över Svea ingenjörregemente |

## Galleri, byggnader i urval

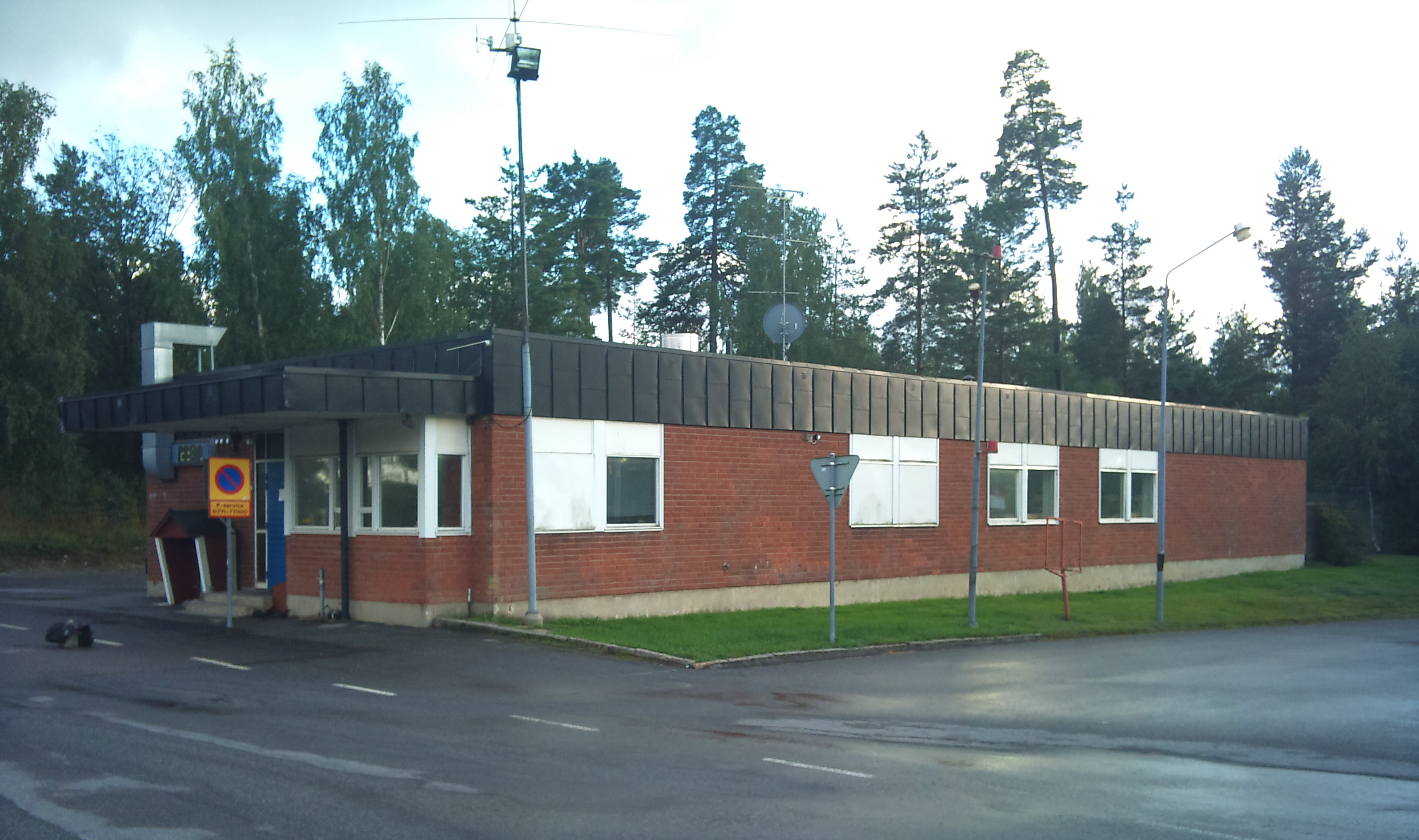
Vaktkasernen.
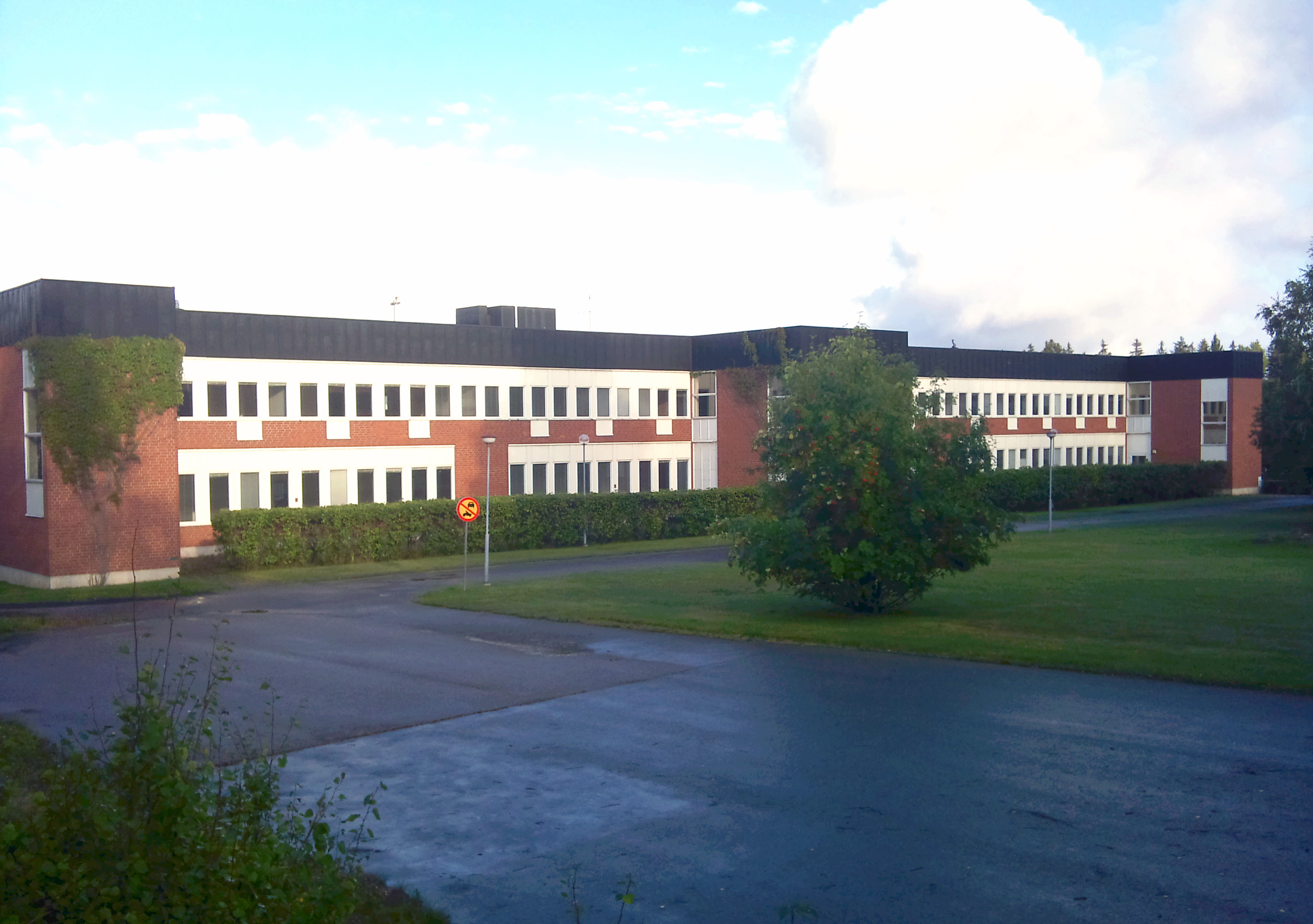
Del av matsal- och exercisbyggnaden.
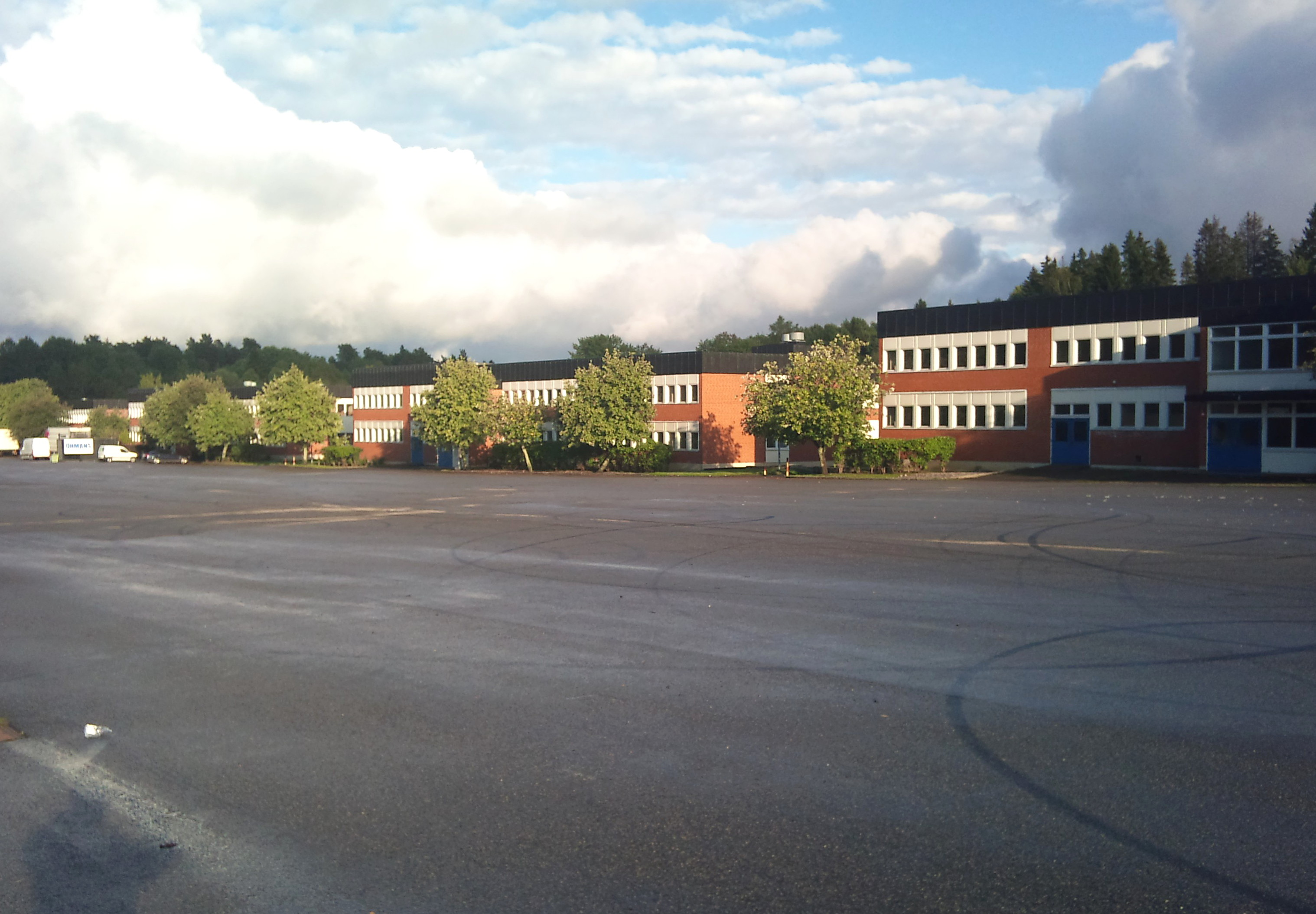
Del av kaserngården.
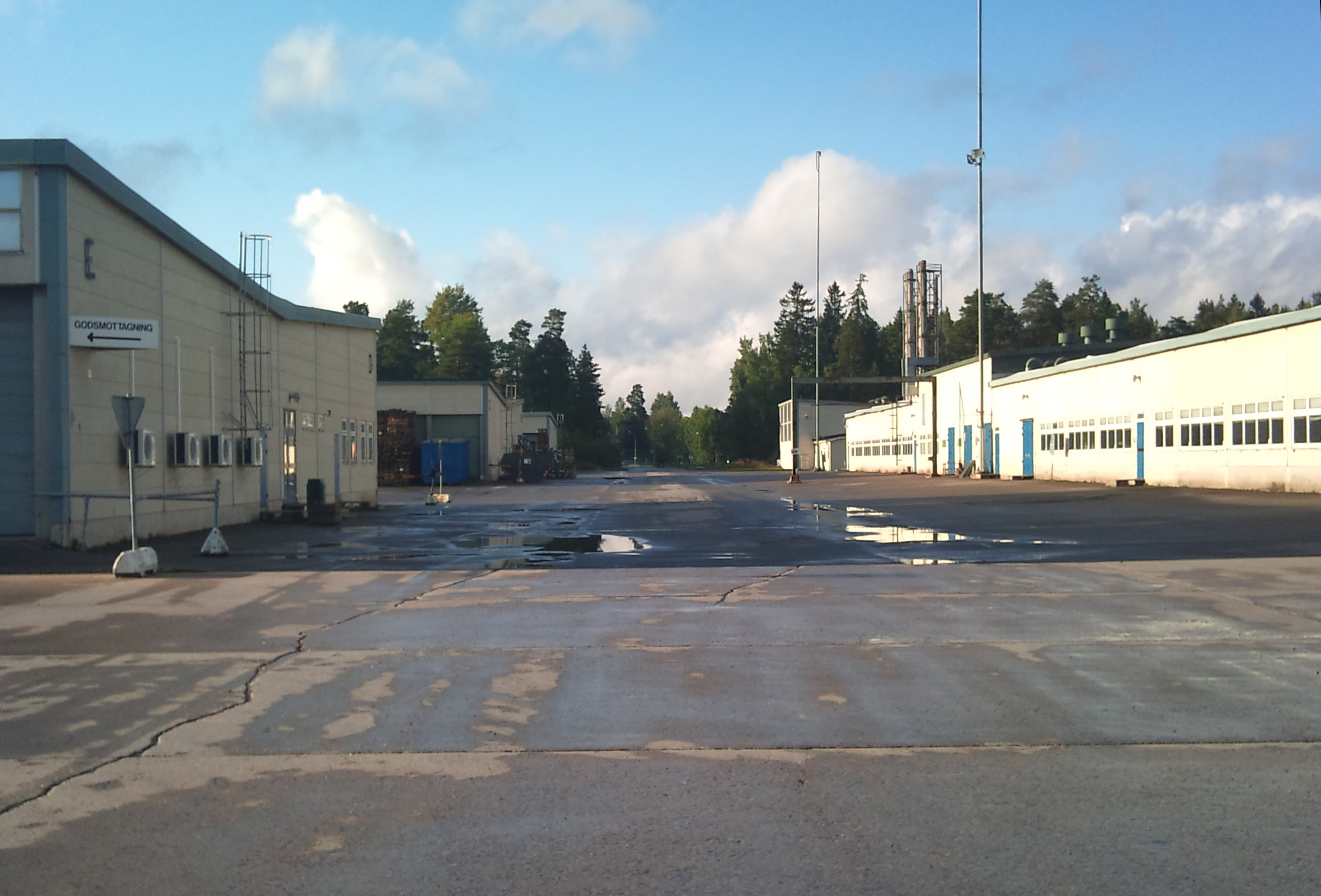
Motor- och förrådsområdet.